# ألسدير موريسون
ألسدير موريسون هو صحفي وسياسي بريطاني، ولد في 18 نوفمبر 1968 في Stornoway ‏ في المملكة المتحدة. نشط حزبياً في حزب العمال الاسكوتلندي ‏ وحزب العمال. في الانتخابات النيابية العمومية الاسكتلندية 2003 ‏، انتخب عضو البرلمان الاسكتلندي الثاني ‏ عن دائرة West Aberdeenshire and Kincardine (Scottish Parliament constituency) ‏ وقد انضم خلال فترته النيابية ‏ (1 مايو 2003 – 2 أبريل 2007) للكتلة البرلمانية حزب العمال الاسكوتلندي ‏ وفي الانتخابات النيابية العمومية الاسكتلندية 1999 ‏، انتخب عضو البرلمان الاسكتلندي الأول ‏ عن دائرة West Aberdeenshire and Kincardine (Scottish Parliament constituency) ‏ وقد انضم خلال فترته النيابية ‏ (6 مايو 1999 – 31 مارس 2003) للكتلة البرلمانية حزب العمال الاسكوتلندي ‏.